# 明治航空基地
明治航空基地（めいじこうくうきち）は、かつて愛知県碧海郡明治村（現・安城市東端町・和泉町・根崎町）に存在した大日本帝国海軍の飛行場である。

## 歴史

### 戦中
1943年（昭和18年）、横須賀海軍建築部が愛知県碧海郡明治村（現・安城市）の東端の根崎と和泉にまたがる地域に明治航空基地の建設を開始した。建設に際しては周辺住民や近隣の中等学校生徒による勤労動員も行われている。航空基地の面積は約200ヘクタールであり、数本の滑走路を挟んで格納庫は北地区と南地区に分かれていた。6本の滑走路はコンクリートまたは三和土（たたき）で建設され、離陸滑走開始地点は北・東・南の3地点があった。
1944年（昭和19年）5月20日には第345海軍航空隊明治派遣隊が航空基地の使用を開始し、ここでは練習航空隊の教育を終えた搭乗員に対して訓練を行った。同年9月15日には第210海軍航空隊が加わり、実戦用の新鋭機を使用するための訓練を行った。この頃にはすでに戦局が悪化しており、米軍の長距離爆撃機B-29によって名古屋への空襲が行われていたため、航空部隊の任務は撃滅任務へと変わっていった。同年12月13日から1945年（昭和20年）2月15日までの間に計14回の出撃が行われている。終戦間際には長さ1500メートル・幅100メートル級の長大な滑走路の建設も計画されたが着工されることはなく終戦を迎えた。なお、1944年（昭和19年）には海軍将校の慰安所として、碧海郡新川町に公娼街の衣浦荘（後の衣浦温泉）が発足している。

### 戦後
1945年8月15日の終戦後、土地は関係者に払い下げられ、水田を中心とする耕作地に戻された。航空基地の本部として使用されていた木造兵舎は、1947年（昭和22年）に和泉村立明祥中学校（現・安城市立明祥中学校）が開校した際に校舎となり、1985年（昭和60年）まで使用された。1996年（平成8年）には太平洋戦争終戦50周年を記念して、東端公園（農業公園）に石碑「明治航空基地之碑」が建てられた。現在の東端町北部にあった北地区では非常用発電所、現在の安城市立明祥中学校付近にあった南地区では油蒸留場・弾薬庫2つ・防空壕が現存しており、その他にもカリツー東端物流センター南側の東端町鴻ノ巣、マーメイドパレス北側の和泉町大下、根崎町東石谷にそれぞれ油貯蔵場が現存している。